# تراث الهيروت
تراث الهيروت  (Heorot) هي رواية من الخيال العلمي للكتاب الأمريكيون لاري نيفن وجيري بورنل وستيفن بارنر ونشرت لأول مرة في عام 1987. حيث قام الدكتور جاك خبير التكاثر والخصوبة كمستشار في كتاب تصميم دورة حياة الرواية للمضادات الغريبة وهذا هو الكتاب الأول في سلسة الهيروت والذي يتعلق بإنشاء أول مستعمرة بشرية على كوكب أفالون الرابع في مدينة تاو.

## ملخص الرسم
وصل مائتان من المستعمرين إلى أفالون لتأسيس مجتمع جديد بعد رحلة مئة عام من الأرض في صور المتحركة المعلقة على المركبة الفضائية الجغرافية حيث تمول الحملة من قبل الجمعية الجغرافيه الوطنية. جميع المستعمرون الذين تم اختيارهم لخصائصهم الجسدية والعقلية المتميزه حققوا اكتشافا عظيما على الرغم من ان تقنية الرسوم المتحركة المعلقة التي سمحت لهم بالبقاء على قيد الحياة تعمل بشكل جيد بما فيه الكفاية إلا ان لها اثارا جانبية غير متوقعه بسبب المدة غير المسبوقة لاستخدامها. حيث كانت مهارتهم في الذكاء والتفكير تالفة وبعضها مصاب بالمرض فقط وبينما يعاني الاخرون من إعاقة ذهنية حيث لا يمكن إحياء العقلية الثمانية على الإطلاق ويفتتح الكتاب مع المستعمرين الذين يتعلمون كيف يعيشون دون العقول الحاده والممتعه التي كانوا يملكونها في السابق.
يقوم المستعمرون ببناء بلدة في جزيرة كاميلوك ويبدأون في زراعه المحاصيل وتخزين المياه القريبه مع انوع من الاسماك الأرضية لتكملة أنواع المائية المحلية وتبدو هذه الجزيرة كالجنة سرعان ما أصبح المستعمرون مفرطين في أمنهم إلى حد كبير لاحباط ضابط الأمن الاستكشافي الجندي الوحيد في السابق كادمان ويتلاند.
ولكن بعد ذلك تبدأ الاحداث المقلقه في الحدوث مثل فقد الحيوانات وهدم الأسوار وما إلى ذلك. ضعفت عقول المستعمرين والذي ادت إلى منعهم من ان يحللوا ما يجري بشكل صحيح وجعلهم أيضا في حالة من الذعر وإلقاء اللوم على كادمان متهما بتخريب متعمد لتعزيز اجندته. بينما يكون كادمان ومؤيده الوحيد ذاهبون لمطاردة المخلوق الذي يعتقد أنه السبب يقتل الطفل ووالدته فيصبح المستعمرون غير عقلانين بشكل متزايد.
في حين يعود كادمان بمفرده مصابا بجرح شديد بعد أن يكون قد قتل رفيقه أثناء المطاردة ومعه قطعه من الانسجة المحترقة التي يدعى بانها تشكل الوحش الذي يتم تخديره وتقييده ومن ثم يهاجم المخلوق المعسكر انتقاما.
على الرغم من ان المستعمرين متقدمين بلاسلحة والاعداد الكبيرة فإن عشرُ اشخاص قتلوا أثناء إبعاد المخلوق عن الجزيرة فهذا يثبت لجميع المستعمرين ان هناك حيوان مفترس ومميت وفعال في الجزيرة.
ومع ذلك أصبح كادمان غير راغبا الآن في مساعدة هذة الجزيرة فغادر المستعمرة لإقامة منزل على انحدار أبعد جبل الذي يشكل اساس الجزيرة لبعيش بعيدا عن يأس هذه الجزيرة. لكن تزوره امرأة على امل اقناعه بالعودة فبقيت معه وبالنهاية تصور طفله في تلك الجزيرة ونتيجة لذلك كان لدى كادمان عيد الغطاس أي ان ربما قام المستعمرون بوحشية وخيانة لكن أبنائهم ابرياء يستحقون الحماية. فيعود كادمان لمساعدة المستعمره.
احتار المستوطنون بشأن بيئة الجزيرة حيث لا يبدو هناك مصدرا غذائيا للمخلوقات التي تسكنها. أما المستعمرون الذين يستخدمون اسلحه جديدة وتوجيهات كادمان كانو قادرون على قتل مخلوقهم الأول ويستدعى كادمان رسالة (وفاة جريندل) للإشارة الي مخلوق في قصيدة بيوولف.
ويكشف تشريح جثة الجريندل كما تعرف بالمخلوقات الآن ان هما تمساحان في المظهر والسلوك مع فكين يمكنا من ان يسحق الفولاذ وعظامهم اقوى بكثير من البشر لانها لا تعتمد على الكالسيوم ولديهم حاسة الشم اقوى من الكلاب. تظهر دراسة دماغها انه ليس سليما بشكل كامل ولكنه على الأقل ليس بعيدا عن ذكاء الغوريلا. مخالبها ليست مجرد اسلحة فهي تمارس قوة كافيه حتى تصل الي منحدرات صخرية. على الرغم من انها ليست برمائية حقيقية لانه لا يمكنها التنفس في المياه الا انها تمتلك عصّاً متكاملا يمكنها من التحرك دون أن نكتشفها تحت عدة اقدام من الماء. فيمنح نظام القلب والاوعية الدموية والعضلات لها القوة والقدرة على التحمل لما يتجاوز قدرة البشر وهذا بدون ميزتها التطورية الأساسية وهي مكمل غذائي بلاوكسجين.
يستطيع جريندل ان تطلق شحانا كيميائيا في دمها حيث يفعل بها ما يفعله اكسيد النيتروز لمحركات الاحتراق الداخلي التي يمكن أن تنفجر بسرعه قصيرة تزيد عن 100 ميل في الساعة. وهذة السمة تعد مفتاح أساسي لتدمير جريندل. حيث يقوم الشحان عند استخدامه بتوليد كميات كبيرة من الحرارة تعمل على تسخين اجسام الجريندل بسرعة كبيرة مما يؤدي إلى موتها بعد استخدامها إذا لم تعد على الفور إلى الماء لتهدأ. من خلال هذه المعرفة والتكنولوجيا يستطيع المستعمرون القضاء على سكان الاصليين في غضون عدة أشهر مما جعل كادمان بطلا للاشخاص الذين قاموا بتشغيله سابقا.
مع ذلك، فإن المستعمرين يقومون باكتشاف عظيم حيث أن الجريندلز والسلمون المائي هما في الواقع نفس النوع. دورة حياتها تشبه دورة حياة الضفادع الأرضية، حيث أن أسماك السلمون الآكلة للأعشاب هي في الواقع أحباء للحيوانات آكلة اللحوم. على غرار أنواع معينة من الضفادع، يغيرون جنسهم على مدار حياتهم. سمك السلمون هم من الذكور والجريندل هم من الإناث حيث أن لا داعي للتفاعل بينهم حيث تضع الجريندل باستمرار البيض غير المخصبة في الماء لسمك السلمون لتخصيبه. ومثل العديد من أنواع الضفادع، فإنهم يأكلون لحوم البشر إذا لم يكن هناك أي فرائس أخرى نقدمها، فسوف يأكلون صغارهم.
في وقت ما في الماضي القريب تم تدمير فرائس الحيوانات وكان هذا الحدث الكارثي غير مجدي حيث ترك للقارئ الثري باستخلاص استنتاحات حول ما حدث بالفعل.وحيث أن الافراط في الافتراس من قبل الجريندل كان يقترح بمهارة. من بين الأنواع القليلة الباقية على الجزيرة كان سمك السلمون تصبح اكل لحوم البشر القاعدة بدلا من الاستثناء. وان أسماك السلمون هي الأسرع فقط والتي تنجو من الافتراس من قبل النساء الجريندل، وقد دفع هذا النوع إلى التطور بسرعة كبيرة.
وان أسماك السلمون هي الأسرع فقط والتي تنجو من الافتراس من قبل النساء الجريندل، وقد دفع هذا النوع إلى التطور بسرعة كبيرة وهذا أدى إلى قدررات الجريندل على الافتراس بشكل لا يصدق. وعندما قدم المستعمرون الأسماك الأرضية إلى النظام الإيكولوجي، قدموا لهم الطعام مع مصدر غذاء إضافي. مما يؤدي إلى ارتفاع في عدد السكان جريندل البالغين، مما يجعلها قوية بما فيه الكفاية لبدء بالهجمات
وقد قام المستعمرون بإبادة المتطرفين البالغين. ولكن بما أنه لا يوجد الآن فحص على الإطلاق في مجتمع السالمون، فإنهم جميعًا يصبحون من الجريندل، مما يعني ان هناك العشرات الآلاف منهم.
يؤكد كادمان مرة أخرى على السيطرة. حيث أن لا يمكن للجريندل أن يبتعدوا عن الماء لذلك تم إجلاء الأطفال الحوامل في المستعمرة والمتخصصين الأساسيين إلى الموقع الجغرافي. انضم كامبت في البداية وكانت تكنلوجيا وتكتيكات المستعمرين تخدمهم بشكل جيد. حيث تم استخدام أدوات اللحام ومعدات الحفر القائمة على الليزر كأسلحة. أيا كان يمكن أن ينجو من الهيدروجين السائل الذي يستخدم لمحاربة الجريندل ويلاحظ كادمان السلوك الجماعي للمجموعة ويكتشف أن مجموعات من الجريندل يمكن إرسالها إلى مرحلة جنون عن عن طريق رشهم بالدم المأخوذ من أحشاء الجثة الميتة خاصة إذا كانت ممزوجة بآثار مادة كيماوية شاردة مستخرجة من العضو الذي يفرزها كمادة كيميائية. يثير غريزة القتال فوري وكما تستخدم أيضا رواسب التتبع لإشعال غدة الشاحن في أجسامهم. المستعمرون في النهاية يكتشفون ويستخدمون تقنية جديدًا حيث قاموا بحصد الشاحن من الغريالات الميتة ورشوه فوق حشد الجريندل باستخدام معدات غبار المحاصيل التي تدفع المئات منهم إلى جنون وقتل العديد من هؤلاء المتبقين.
ولكن مع انخفاض أعداد الجريندل، يرتفع مستوى قوتهم الفردية حيث أن كل جندي ميت يقدم لنا الطعام للباقي، وفي نهاية المطاف، كل ما تبقى هو الأقوياء حيث وينعم المستعمرون بخلوة مخططة لكادمان، حيث أن ملاذ كادمان الجبلي المصمم بعناية والذي وقد تم تجهيزه بشكل جيد وتعزيزها مع الدفاعات، يقترب الحشد منه فيتم رشهم شحان مما يؤدي ال ارسالهم إلى جنون مرة أخرى. عندما يبدأون تسلق انحدار جبل يضع كادمان امامهم انهيار جليدي باستخدام القتل أكثر من ذلك. على الرغم من أنهم لا يتمتعون بذكاء البشر، فإنهم يتمتعون بالذكاء الكافي ليتعلموا الكثير من الوقت والمعرفة من خلال التجربة. فيتغير سلوكهم عندما يدركون أن المستعمرين الباقين لا يستحقون الموت عندما يكون هناك آخرون يقتلون. يتم حفظ المستعمرة.
بعد عام من ذلك، تم دفع الحركات الجريندل إلى الانقراض. الآن بعد أن أصبحت دورة حياة جريندل معروفة يواصل المستعمرون المطاردة ولكن هذه المرة يتم استهداف سمالون كذلك. إن تقنية الشاحن التكتيكي الجديد وتحديات جريندل المسجلة تجعلهما عملاً روتينيًا تقريبًا.
قد ولت الأسماك الأرضية ولن يتم إعادة إدخالها لإجبار أفرادها على دفع الأنواع الخاصة بهم إلى الانقراض. قريبا سيتم القضاء على الجريندل.و الآن يمكن أن تبدأ عملية إعادة البناء هذه المرة لن يتم القبض على المستعمرين دون مبرر. لقد قتلت المعركة العديد من الرجال المستعمرين وتركوا فائضًا من النساء، وبدأت منظمات اجتماعية جديدة تعتمد على الزواج بكميات كبيرة ويجري استكشاف ا الرئيسى للارض بعناية، حيث يعلق المستعمرون آمالا كبيرة على قطع الاتصال مع الأرض بسبب الحروب الشائكة. والآن، فإن المستوطنين يأملون أن تلهم قصة معركتهم سكان الأرض لإعادة تشغيل برنامج الاستعمار.